# Green Velvet
Curtis Jones (Chicago, 26 d'abril de 1967), més conegut amb el nom artístic de Green Velvet (i anteriorment com Cajmere), és un discjòquei i productor de música electrònica, especialitzat en tech house.

## Discografia
com Green Velvet
- 1999 - The Nineties (1993 A.D. Through 1999 A.D)
- 1999 - Constant Chaos
- 2000 - Green Velvet
- 2001 - Whatever
- 2005 - Walk in Love
- 2007 - Ministry of Sound Sessions
- 2009 - Lost and Found
- 2013 - Unshakable
- 2015 - Unity (amb Carl Craig)

com Cajmere
- 2013 - Too Underground For The Main Stage